# Парламент Республики Кипр
Палата представителей Кипра (греч. Βουλή των Αντιπροσώπων; тур. Temsilciler Meclisi) — однопалатный представительный и законодательный орган (парламент) Республики Кипр. Утверждает кандидатуры министров, вносимые президентом, однако, поскольку избираемый всенародно президент одновременно лично возглавляет правительство, влияние парламента на исполнительную власть ограничено.

## Состав
В состав парламента входят 59 депутатов, избираемых на пятилетний срок.
- 56 депутатов избираются пропорциональным голосованием по партийным спискам.
- 3 мандата гарантированы для следующих меньшинств: марониты, католики и армяне
- 24 мандата зарезервированы за турецкой общиной Кипра, не участвующей в политической жизни республики с 1974 года.

Последние выборы прошли 30 мая 2021 года.

## Избирательные округа
Количество депутатских мандатов фиксировано по избирательным округам: 
| Район     | Мандаты |
| --------- | ------- |
| Никосия   | 21      |
| Лимасол   | 12      |
| Фамагуста | 11      |
| Ларнака   | 5       |
| Пафос     | 4       |
| Кирения   | 3       |
| Всего:    | 56      |

## Председатели Палаты представителей Кипра
- Глафкос Клиридис август 1960 — 22 июля 1976
- Тассос Пападопулос 22 июля 1976 — 20 сентября 1976
- Спирос Киприану 20 сентября 1976 — сентябрь 1977
- Алекос Михаилидис сентябрь 1977 — 4 июня 1981
- Георгиос Ладас 4 июня 1981 — 30 декабря 1985
- Васос Лисаридис 30 декабря 1985 — 30 мая 1991
- Алексис Галанос 30 мая 1991 — 6 июня 1996
- Спирос Киприану 6 июня 1996 — 7 июня 2001
- Димитрис Христофиас 7 июня 2001 — 28 февраля 2008
- Мариос Гароян 7 марта 2008 — 2 июня 2011
- Яннакис Омиру 2 июня 2011 — 2 июня 2016
- Деметрис Суллурис 2 июня 2016 — 15 октября 2020
- Адамос Адаму[англ.] 15 октября 2020 — 10 июня 2021
- Аннита Димитриу с 10 июня 2021 года